# Muhammad (película)
Muhammad (en persa romanizado: Mohammad Rasulollah, conocida también como Muhammad: The Messenger of God) es una película épica iraní de 2015 dirigida por Majid Majidi y escrita por Kambuzia Partovi. Ambientada en el siglo VI, la cinta gira en torno a la infancia del profeta islámico y líder político Mahoma.
Muhammad es la película más costosa en la historia del cine iraní hasta la fecha. Su desarrollo comenzó en 2007 y Majidi escribió el primer borrador del guion en 2009. En 2011 fue creado un colosal decorado en la ciudad de Qom, cerca de Teherán, para servir como escenario de gran parte de la película. A lo largo del proceso de filmación, Majidi trabajó con un equipo de historiadores y arqueólogos sobre la exactitud de los primeros años del profeta Mahoma. El trabajo de posproducción comenzó en Múnich a finales de 2013 y finalizó un año después. La fotografía corrió a cargo de Vittorio Storaro y la banda sonora fue compuesta por A. R. Rahman.
El filme iba a ser estrenado en el Festival Internacional de Cine de Fajr el 1 de febrero de 2015, pero fue retirada del cartel por dificultades técnicas. Para los críticos, cineastas y periodistas, se realizó una proyección especial en el Cine Farhang de Irán el 12 de febrero, y finalmente vio su estreno a nivel nacional y en el Festival de Cine Internacional de Montreal el 27 de agosto de 2015. El filme fue seleccionado como para representar a Irán en la 88.ª edición de los Premios Óscar, en la categoría de mejor película extranjera.

## Sinopsis
Por orden de Abraha, rey de Habasha, uno de sus comandantes del ejército lanza un ataque a La Meca para destruir la Kaaba. Dirige una fuerza bien equipada de miles de soldados, caballos y elefantes. A medida que el ejército se acerca a la ciudad sagrada, los elefantes responden a la orden divina deteniéndose y negándose a continuar. Millones de pequeños pájaros sueltan una lluvia de piedras sobre las fuerzas de Abraha y el ejército es aniquilado. Un mes después, nace el profeta Mahoma. La película presenta la Arabia preislámica vista a través de los ojos del santo profeta desde el nacimiento hasta su adolescencia.

## Reparto
- Mahdi Pakdel es Abu Talib
- Alireza Shoja Nouri es Abdul Muttalib
- Mohsen Tanabandeh es Samuel
- Sareh Bayat es Halimah
- Dariush Farhang es Abu Sufyan
- Rana Azadivar es Umm Jamil
- Hedayat Hashemi es Hanateh
- Sadegh Hatefi es Bahira
- Mina Sadati es Aminah
- Negar Abedi es la esposa de Hanateh
- Hamidreza Tajdolat es Hamza
- Mohammad Asgari es Abū Lahab
- Pantea Mehdinia es Fatimah
- Jafar Ghasemi es Harith
- Arash Falahat Pisheh es Abraha
- Ali Asghar Khatibzadeh es Benjamin
- Nasrin Nosrati es Berkah
- Rastin Soleimani es Abdul
- Mohammad Yaromtaghloo es abu jahl

Khaligh

## Recepción

### Controversia
Muhammad fue muy criticada antes de su estreno en las salas de cine por ser originaria de los países árabes suníes. En febrero de 2015, la Universidad de Al-Azhar de Egipto pidió a las autoridades iraníes que prohibieran la película. Según los voceros de la institución educativa, el filme es una degradación de la santidad del mensajero de Dios. Abdul-Aziz ibn Abdullah Al Sheij, el Gran Muftí de Arabia Saudita, afirmó que "la película describe a Mahoma bajo una luz falsa y socava el importante papel que desempeña en el Islam. Se trata de una burla al profeta y una degradación de su estatus". La Liga del Mundo Islámico también denunció la producción por las escenas que caracterizan el cuerpo y la figura del profeta. En la India, la Academia Barelvi Raza exigió la prohibición del filme y emitió una fetua contra Majid Majidi y contra A. R. Rahman, quien compuso la banda sonora.

### Crítica
Escribiendo para el diario británico The Guardian, Phil Hoad le dio a la película 4 de 5 estrellas posibles, afirmando que "Majidi relata las primeras ondas de esta ola revolucionaria en un bello estilo épico de la era anterior al CGI. Su película es intelectualmente honesta, comprometida y poética". En una reseña menos entusiasta, Alissa Simon de Variety declaró: "Aunque muchas de las películas anteriores de Majidi trataban de la pureza espiritual que viene con el amor desinteresado y producen una especie de éxtasis religioso, Muhammad se siente rígida e incómoda... tampoco ayuda que los personajes permanezcan como recortes de cartón de figuras históricas, sin alcanzar nunca ningún desarrollo psicológico o emocional". Sheri Linden, de The Hollywood Reporter, opinó que la película por momentos es "conmovedora", pero en general es "exagerada y poco convincente". Reza Abbas Farishta de la revista The Muslim Vibe calificó la película con un 93%, afirmando: "Mis pensamientos están dirigidos a Majid Majidi y a su equipo, que dedicaron siete años de su vida a esta hercúlea tarea, y nos han bendecido con esta hermosa obra maestra".